# Suore ospedaliere di San Paolo

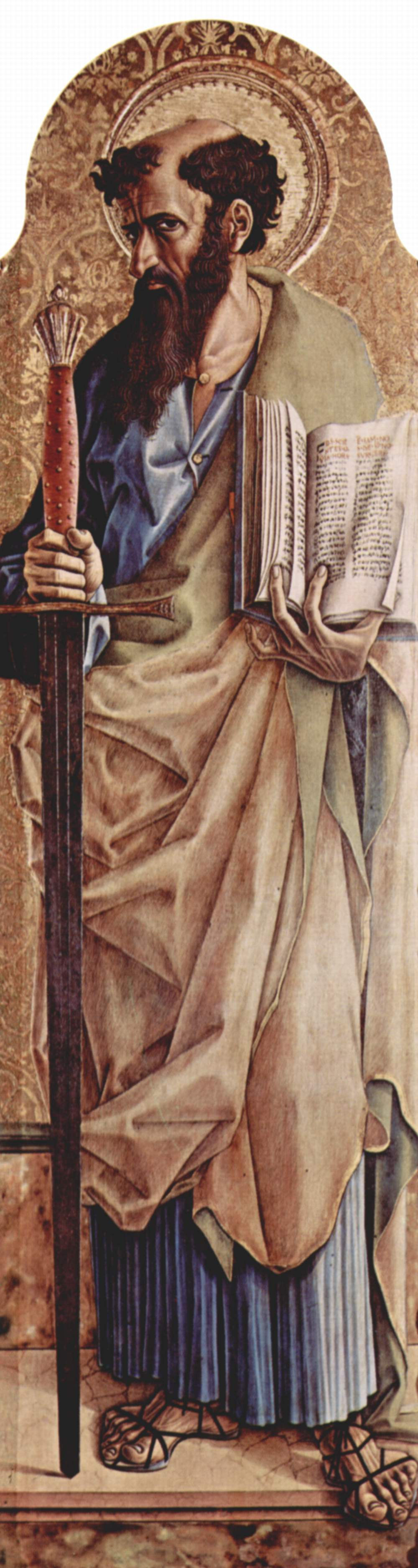
San Paolo, titolare della congregazione, in un dipinto di Carlo Crivelli

Le Suore Ospedaliere di San Paolo, dette di Chartres (in latino Congregatio Sororum Carnutensium a S. Paulo), sono un istituto religioso femminile di diritto pontificio: i membri di questa congregazione, dette anche Figlie di San Paolo, pospongono al loro nome la sigla S.P.C.

## Storia
La congregazione venne fondata attorno al 1696 a Levesville-la-Chenard dal sacerdote Louis Chauvet (1664-1710). La prima comunità venne affidata alla direzione di Marie-Anne de Tilly: il titolo dell'istituto, detto in origine delle "figlie della scuola", voleva sottolineare il fatto che l'apostolato delle suore era rivolto all'istruzione della gioventù povera (il termine filles, in francese, designava le donne del popolo; le religiose dedite all'educazione delle fanciulle delle classi agiate erano dette dames).
Nel 1708 il vescovo di Chartres, Paul Godet des Marais, fece insediare le suore nella sua città episcopale e diede loro il nome di "Figlie di San Paolo": nel 1727, su richiesta del conte de Maurepas, ministro della Marina, le suore si aprirono all'opera missionaria e raggiunsero la Guyana e le Antille, dove si dedicarono all'assistenza ai deportati e agli esuli.
Con la Rivoluzione francese le religiose vennero disperse e le case in patria soppresse: l'istituto venne riorganizzato da Marie Josseaume nel 1794. Le suore hanno ricevuto il pontificio decreto di lode nel 1861 e le loro costituzioni sono state approvate definitivamente dalla Santa Sede nel 1949.

## Attività e diffusione

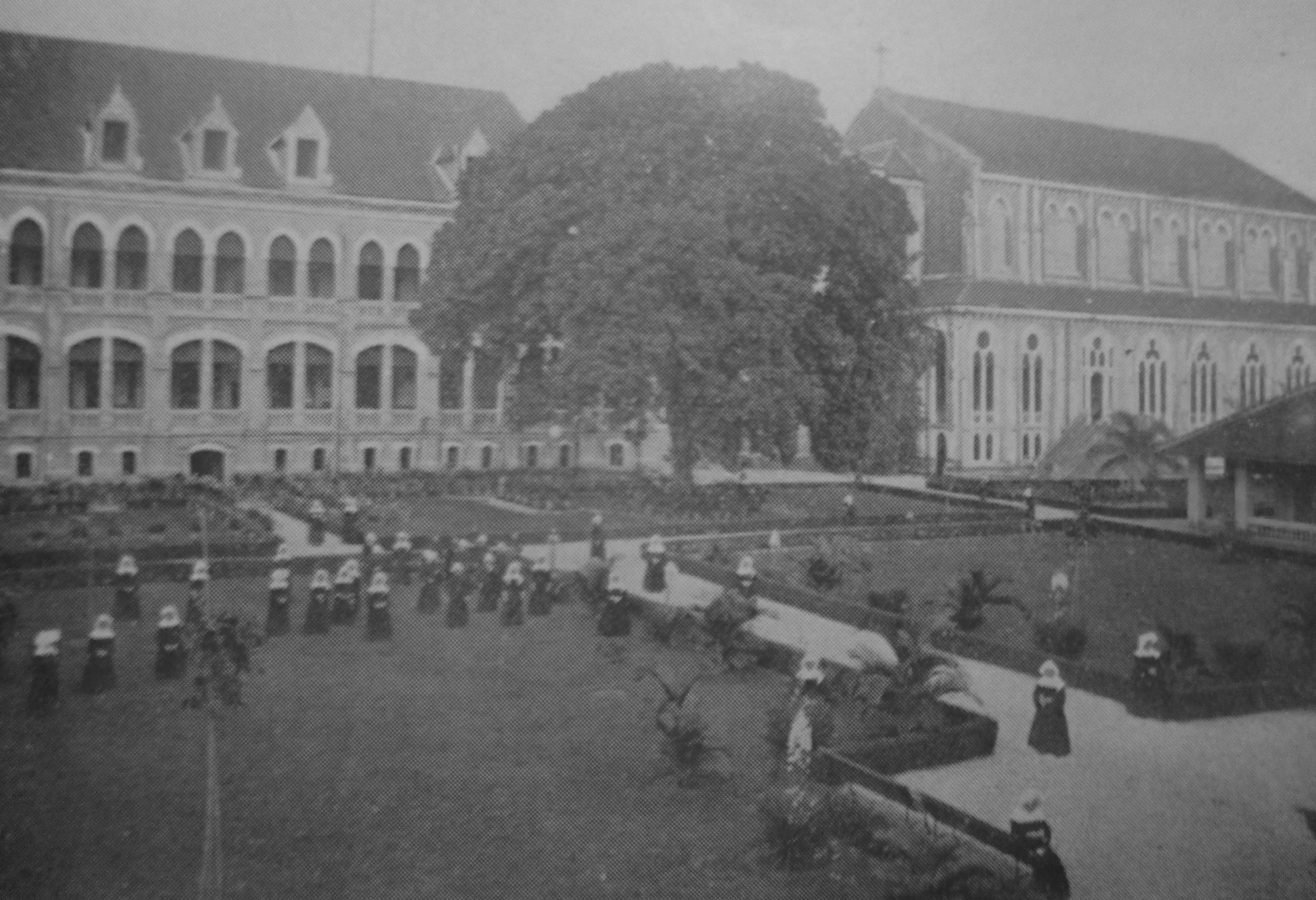
Convento della Santa Infanzia, fondata dalle sorelle a Saigon, il più grande orfanotrofio della Cocincina, qui all'inizio del XX secolo.

Le Suore Ospedaliere di San Paolo di Chartres sono dedite all'educazione, alla cura degli infermi e all'assistenza ai poveri.
Sono presenti in Africa (Camerun, Repubblica Centrafricana, Madagascar), nelle Americhe (Antille Francesi, Brasile, Canada, Colombia, Guyana francese, Haiti, Perù, Stati Uniti d'America), in Asia (Cina, Corea del Sud, Filippine, Giappone, Laos, Mongolia, Russia, Taiwan, Thailandia, Terrasanta, Timor Est, Turchia, Vietnam), in Europa (Francia, Irlanda, Italia, Regno Unito, Svizzera, Ucraina) e in Australia; la sede generalizia è a Roma.
Al 31 dicembre 2005, la congregazione contava 3.962 religiose in 554 case.